# Рифкин, Рон
Рон Рифкин (англ. Ron Rifkin; род. 31 октября 1939, Нью-Йорк, Нью-Йорк) — американский актёр, лауреат премий «Тони» и «Драма Деск».

## Жизнь и карьера
Рон Рифкин родился в еврейской семье в Нью-Йорке в 1939 году, закончил Нью-Йоркский университет. В 1966 году он дебютировал в эпизоде ситкома «Гиджет», где снималась Салли Филд, его будущая экранная сестра по сериалу «Братья и сестры».
Рифкин добился известности благодаря своей продолжительной работе на театральной сцене. Он выиграл премию «Драма Деск» за главную роль в пьесе 1991 года The Substance of Fire, а в 1998 году получил «Тони» за мюзикл «Кабаре». Более широкой известности он добился благодаря ролям второго плана на телевидении, в сериалах канала ABC «Шпионка» (2001—2006), и «Братья и сестры» (2006—2011). Также он появился в ситкоме «Однажды за один раз» в роли нового ухажёра Бонни Франклин в сезоне 1980-81, и семидесяти других телепроектах. В дополнение к этому, Рифкин появился в нескольких кинофильмах, таких как «Загадочное убийство в Манхэттене» (1993), «Секреты Лос-Анджелеса» (1997) и «Переговорщик» (1998).

## Частичная фильмография
- Молчаливый бег (1972)
- Ребро Адама (13 эпизодов, 1973)
- Шоу Мэри Тайлер Мур (1 эпизод, 1974)
- Гнилое старое время (12 эпизодов, 1975)
- Большой сговор (1978)
- Мыло (3 эпизода, 1978)
- Однажды за один раз (14 эпизодов, 1980—1981)
- Избранные (1981)
- Фэлкон Крест (9 эпизодов, 1983)
- Афера 2 (1983)
- Блюз Хилл стрит (1 эпизод, 1984)
- Испытания Рози О'Нил (34 эпизода, 1990—1992)
- Джон Ф. Кеннеди. Выстрелы в Далласе (1991)
- Мужья и жены (1992)
- Загадочное убийство в Манхэттене (1993)
- Волк (1994)
- Скорая помощь (9 эпизодов, 1995—1996)
- Норма Джин и Мэрилин (телефильм, 1996)
- Сущность огня (1996)
- Я не Раппопорт (1996)
- Секреты Лос-Анджелеса (1997)
- Переговорщик (1998)
- Бойлерная (2000)
- Цветы для Элджернона (телефильм, 2000)
- Сохраняя веру (2000)
- Ловелас (2000)
- Мажестик (2001)
- Любовник Сэм (2001)
- Стрекоза (2002)
- Цена страха (2002)
- Всего лишь поцелуй (2002)
- Шпионка (105 эпизодов, 2001—2006)
- Пульс (2006)
- Мир через замочную скважину (2010)
- Братья и сестры (109 эпизодов, 2006—2011)
- Слова (2012)
- Закон и порядок: Специальный корпус (5 эпизодов, 2011—2012)
- Области тьмы (2015—2016)